# ماتياس ريتشاردز
ماتياس ريتشاردز (بالإنجليزية: Matthias Richards)‏ هو محامي وقاضي وسياسي أمريكي، ولد في 26 فبراير 1758، وتوفي في 4 أغسطس 1830. انتخب عضو مجلس النواب الأمريكي.